# Armand Traoré
Armand Traoré (Parigi, 8 ottobre 1989) è un ex calciatore francese naturalizzato senegalese, di ruolo difensore.

## Caratteristiche tecniche
Gioca come difensore, laterale sinistro.

## Carriera

### Club

#### Arsenal

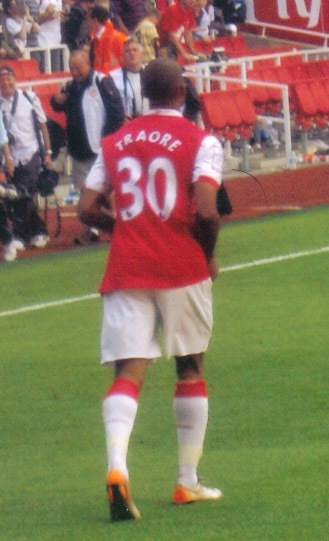
Traoré con la maglia dell'Arsenal nel 2008

Traoré arrivò all'Arsenal il 1º agosto 2006, dopo alcuni anni di giovanili in Francia, nel Racing Parigi e nel Monaco. Nonostante fosse membro della squadra delle riserve, con 6 presenze nel campionato riserve 2005-2006, giocò la partita al nuovo Emirates Stadium, il 22 luglio 2006 contro l'Ajax; la partita, fra l'altro, era anche il match d'addio di Dennis Bergkamp. Il mese successivo, figurava nei 18 convocati per la sfida di Champions League contro la Dinamo Zagabria, assistendo alla partita dalla panchina.
Nella stagione 2006-2007, Traorè debuttò in Coppa di Lega inglese il 24 ottobre, nel match valido per il terzo turno contro il West Bromwich, entrando al minuto 24 minuto al posto di Emmanuel Adebayor. Per il resto della stagione giocò soprattutto in Coppa di Lega, partendo titolare nelle partite contro Everton, Liverpool, Tottenham (in semifinale), e nella finale contro il Chelsea, persa dall'Arsenal per 2-1.
La stagione seguente non cominciò bene per il franco-senegalese. Andando ad assistere a White Hart Lane al match Tottenham-Arsenal, entrò nello stadio con un tirapugni, venendo per questo arrestato. Riguardo al prosieguo di stagione, partì titolare in FA Cup contro il Burnley (venendo sostituito da Justin Hoyte al 71') ed esordì in Premier League il 5 aprile, contro il Liverpool. Nelle ultime partite della stagione, poi, fu usato con frequenza maggiore, nella posizione di esterno sinistro di centrocampo e ala. Il 4 agosto firma un lungo prolungamento del contratto con i Gunners.

#### Portsmouth e ritorno all'Arsenal
Prima di diventare punto fermo della prima squadra dell'Arsenal, però, Traoré decide di trascorrere un anno in prestito al Portsmouth, per accumulare l'esperienza necessaria. Nella stagione con i Pompeys colleziona 19 presenze e, il 18 maggio, segna anche il suo primo gol in Premier, in un 3-1 casalingo contro il Sunderland.

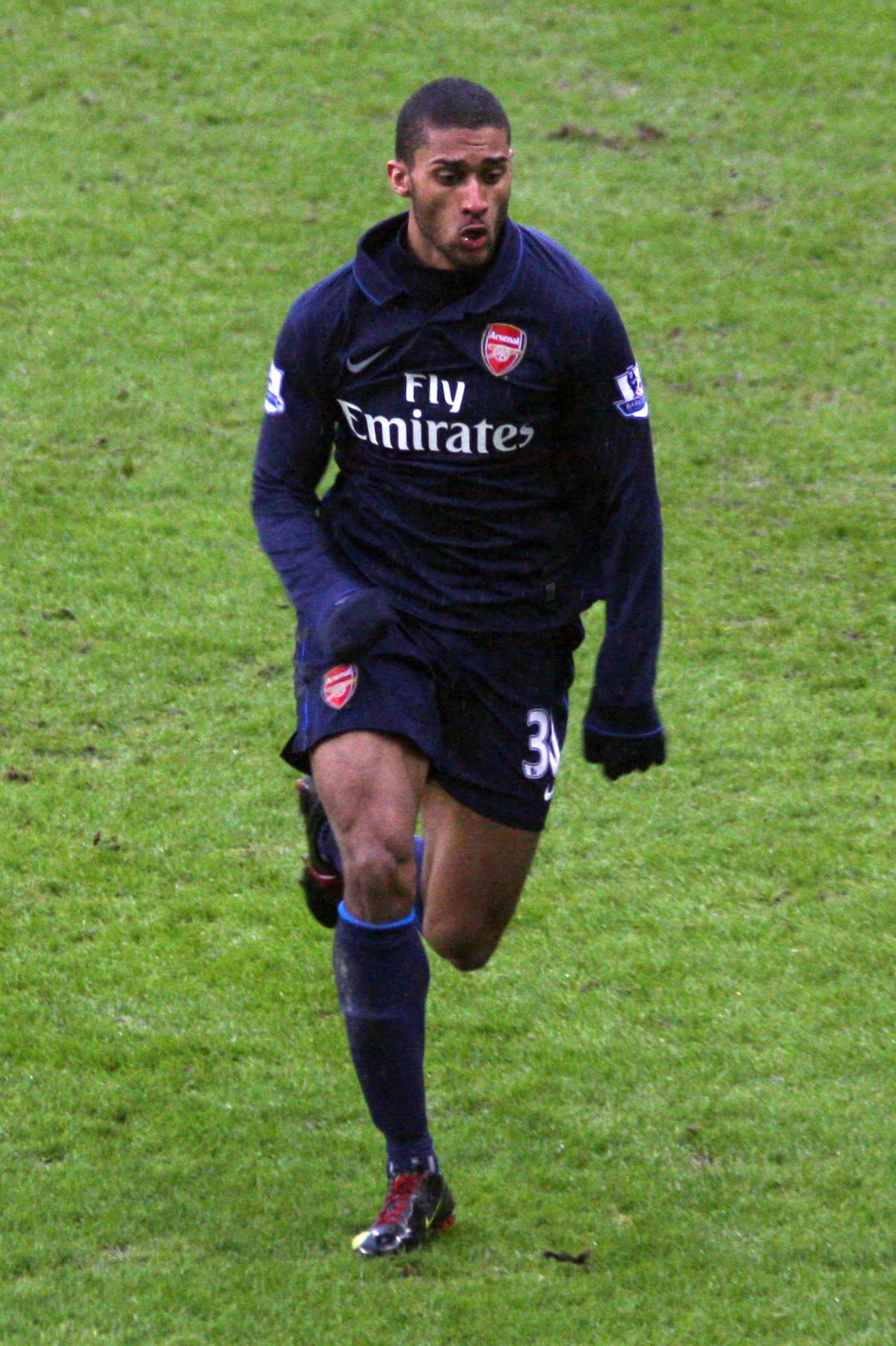
Traoré in azione ai Gunners nel 2010

Per la stagione 2009-2010 Traoré torna all'Arsenal, e gioca subito nella partita vinta per 2-0 contro il West Bromwich in Coppa di Lega, giocando 69 minuti prima di essere sostituito da Nacer Barazite. Grazie al contemporaneo infortunio di Gaël Clichy e Kieran Gibbs, Traorè diventa terzino sinistro titolare. Comincia la propria nuova avventura contro il Sunderland, per poi giocare anche partite con "Big" come Chelsea (3-0 per i Blues) e Liverpool (2-1 per i Gunners). Anche Traoré, dopo un po' di tempo, s'infortuna, ma recupera in breve tempo, tornando in un vittorioso 3-0 contro l'Aston Villa. Ha giocato ancora contro Everton e Bolton, per poi essere sostituito dal guarito Clichy.

#### Juventus
Il 31 agosto 2010 si trasferisce alla Juventus con la formula del prestito oneroso; all'Arsenal viene versata la somma di 600.000 euro. L'11 settembre seguente, durante un allenamento, si procura una lesione muscolare di primo grado del muscolo bicipite femorale sinistro, che lo costringe a stare fuori dal campo per quattro settimane; quando sembrava prossimo al rientro in campo, a metà ottobre, subisce un nuovo infortunio che lo costringe a un ulteriore mese di stop.
Smaltiti i problemi fisici, viene convocato per la prima volta in occasione della sfida con la Roma del 13 novembre, nella quale debutta in bianconero subentrando al 45' a Fabio Grosso. Il 2 dicembre viene schierato titolare nella sfida di UEFA Europa League contro i polacchi del Lech Poznań (1-1). Si infortuna nuovamente a gennaio nella trasferta di Marassi contro la Sampdoria (terminata poi 0-0) dopo appena 30 secondi dall'inizio dell'incontro, riportando uno stop di circa 3 settimane. Rientra dopo l'infortunio nella gara casalinga del 5 marzo 2011 contro il Milan (0-1), chiudendo poi la sua stagione a Torino con 10 presenze in Serie A e 2 in Europa League.

#### Secondo ritorno all'Arsenal, QPR e Nottingham Forest
Il 22 giugno 2011 Traoré ritorna a vestire nuovamente la maglia dell'Arsenal, con cui il successivo 28 agosto gioca all'Old Trafford la sfida di Premier League contro il Manchester United. Due giorni dopo si trasferisce al Queens Park Rangers, rimanendo con i londinesi per cinque stagioni. Il 29 luglio 2016 passa al Nottingham Forest.

#### Cardiff City
Il 2 febbraio 2018 passa in prestito fino al termine della stagione al Cardiff City. Il 13 febbraio torna al gol a distanza di quattro anni dall'ultima volta, segnando nel 2-0 casalingo contro il Bolton. Il 6 maggio, grazie al pareggio ottenuto contro il Reading, conquista la promozione in Premier League.

#### Çaykur Rizespor ed il ritorno al Cardiff
Terminato il prestito al Cardiff, fa ritorno al Nottingham Forest per essere ceduto a titolo definitivo ai turchi del Çaykur Rizespor con i quali il 20 luglio 2018 firma un contratto di due anni con opzione per il terzo. Senza mai scendere in campo in campionato, il 15 gennaio 2019, per rispettare le regole sul numero di giocatori stranieri iscritti nella squadra, il club annuncia di aver tentato di venderlo ma non sono arrivate offerte; quindi per sopperire ai termini di regolamento, viene fatto allenare con la squadra U21, risolvendo il contratto il 31 luglio 2019. Rimasto svincolato, l'8 novembre 2019 fa il suo ritorno al Cardiff City siglando un contratto a breve termine, che lo ha lasciato libero il 7 gennaio 2020, senza mai aver giocato.

### Nazionale
Traoré ha giocato nell'Under-19 francese, fallendo però nel raggiungere gli Europei Under-19 a causa di una sconfitta contro i pari età dell'Italia. Armand, comunque, ha giocato da titolare tutte e tre le partite del girone di qualificazione.
Il 13 novembre 2008 è stato chiamato per la prima volta nell'Under-21, in un'amichevole contro la Danimarca. Il match finì 1-0 per i galletti, e Traorè giocò 73' prima di essere sostituito.
Il 10 agosto 2011 sceglie la cittadinanza senegalese e viene convocato dal CT Amara Traoré per la partita persa per 2 a 0 contro il Marocco.

## Statistiche

### Presenze e reti nei club
Statistiche aggiornate al 7 gennaio 2020.
| Stagione                 | Squadra                  | Campionato               | Campionato | Campionato | Coppe nazionali | Coppe nazionali | Coppe nazionali | Coppe continentali | Coppe continentali | Coppe continentali | Altre coppe | Altre coppe | Altre coppe | Totale | Totale |
| Stagione                 | Squadra                  | Comp                     | Pres       | Reti       | Comp            | Pres            | Reti            | Comp               | Pres               | Reti               | Comp        | Pres        | Reti        | Pres   | Reti   |
| ------------------------ | ------------------------ | ------------------------ | ---------- | ---------- | --------------- | --------------- | --------------- | ------------------ | ------------------ | ------------------ | ----------- | ----------- | ----------- | ------ | ------ |
| 2006-2007                | Arsenal                  | PL                       | 0          | 0          | FACup+CdL       | 1+6             | 0               | UCL                | 0                  | 0                  | -           | -           | -           | 7      | 0      |
| 2007-2008                | Arsenal                  | PL                       | 3          | 0          | FACup+CdL       | 2+4             | 0               | UCL                | 2                  | 0                  | -           | -           | -           | 11     | 0      |
| 2008-2009                | Portsmouth               | PL                       | 19         | 1          | FACup+CdL       | 2+1             | 0               | CU                 | 6                  | 0                  | -           | -           | -           | 28     | 1      |
| 2009-2010                | Arsenal                  | PL                       | 9          | 0          | FACup+CdL       | 1+2             | 0               | UCL                | 0                  | 0                  | -           | -           | -           | 12     | 0      |
| 2010-2011                | Juventus                 | A                        | 10         | 0          | CI              | 0               | 0               | UEL                | 2                  | 0                  | -           | -           | -           | 12     | 0      |
| ago. 2011                | Arsenal                  | PL                       | 1          | 0          | FACup+CdL       | 0               | 0               | UCL                | 1                  | 0                  | -           | -           | -           | 2      | 0      |
| Totale Arsenal           | Totale Arsenal           | Totale Arsenal           | 13         | 0          |                 | 16              | 0               |                    | 3                  | 0                  |             | -           | -           | 32     | 0      |
| ago. 2011-2012           | QPR                      | PL                       | 23         | 0          | FACup+CdL       | 0               | 0               | -                  | -                  | -                  | -           | -           | -           | 23     | 0      |
| 2012-2013                | QPR                      | PL                       | 26         | 0          | FACup+CdL       | 1+1             | 0               | -                  | -                  | -                  | -           | -           | -           | 28     | 0      |
| 2013-2014                | QPR                      | FLC                      | 21+2       | 2          | FACup+CdL       | 1+0             | 0               | -                  | -                  | -                  | -           | -           | -           | 24     | 2      |
| 2014-2015                | QPR                      | PL                       | 16         | 0          | FACup+CdL       | 1+0             | 0               | -                  | -                  | -                  | -           | -           | -           | 17     | 0      |
| 2015-2016                | QPR                      | FLC                      | -          | -          | FACup+CdL       | -               | -               | -                  | -                  | -                  | -           | -           | -           | -      | -      |
| Totale QPR               | Totale QPR               | Totale QPR               | 86+2       | 2          |                 | 4               | 0               |                    | -                  | -                  |             | -           | -           | 92     | 2      |
| 2016-2017                | Nottingham Forest        | FLC                      | 12         | 0          | FACup+CdL       | 0+1             | 0               | -                  | -                  | -                  | -           | -           | -           | 13     | 0      |
| 2017-feb. 2018           | Nottingham Forest        | FLC                      | 18         | 0          | FACup+CdL       | 1+0             | 0               | -                  | -                  | -                  | -           | -           | -           | 19     | 0      |
| Totale Nottingham Forest | Totale Nottingham Forest | Totale Nottingham Forest | 30         | 0          |                 | 2               | 0               |                    | -                  | -                  |             | -           | -           | 32     | 0      |
| feb.-mag. 2018           | Cardiff City             | FLC                      | 4          | 1          | FACup+CdL       | 0               | 0               | -                  | -                  | -                  | -           | -           | -           | 4      | 1      |
| 2018-2019                | Çaykur Rizespor          | SL                       | 0          | 0          | TK              | 1               | 0               | -                  | -                  | -                  | -           | -           | -           | 1      | 0      |
| nov. 2019-gen. 2020      | Cardiff City             | FLC                      | 0          | 0          | FACup+CdL       | -               | -               | -                  | -                  | -                  | -           | -           | -           | 0      | 0      |
| Totale Cardiff City      | Totale Cardiff City      | Totale Cardiff City      | 4          | 1          |                 | 0               | 0               |                    | -                  | -                  |             | -           | -           | 4      | 1      |
| Totale carriera          | Totale carriera          | Totale carriera          | 162+2      | 4          |                 | 26              | 0               |                    | 11                 | 0                  |             | -           | -           | 201    | 4      |

### Cronologia presenze e reti in Nazionale
| Cronologia completa delle presenze e delle reti in nazionale ― Senegal | Cronologia completa delle presenze e delle reti in nazionale ― Senegal | Cronologia completa delle presenze e delle reti in nazionale ― Senegal | Cronologia completa delle presenze e delle reti in nazionale ― Senegal | Cronologia completa delle presenze e delle reti in nazionale ― Senegal | Cronologia completa delle presenze e delle reti in nazionale ― Senegal | Cronologia completa delle presenze e delle reti in nazionale ― Senegal | Cronologia completa delle presenze e delle reti in nazionale ― Senegal |
| Data                                                                   | Città                                                                  | In casa                                                                | Risultato                                                              | Ospiti                                                                 | Competizione                                                           | Reti                                                                   | Note                                                                   |
| ---------------------------------------------------------------------- | ---------------------------------------------------------------------- | ---------------------------------------------------------------------- | ---------------------------------------------------------------------- | ---------------------------------------------------------------------- | ---------------------------------------------------------------------- | ---------------------------------------------------------------------- | ---------------------------------------------------------------------- |
| 10-8-2011                                                              | Dakar                                                                  | Senegal                                                                | 0 – 2                                                                  | Marocco                                                                | Amichevole                                                             | -                                                                      | 76’                                                                    |
| 9-10-2011                                                              | Curepipe                                                               | Mauritius                                                              | 0 – 2                                                                  | Senegal                                                                | Qual. Coppa d'Africa 2012                                              | -                                                                      |                                                                        |
| 12-1-2012                                                              | Dakar                                                                  | Senegal                                                                | 1 – 0                                                                  | Sudan                                                                  | Amichevole                                                             | -                                                                      | 46’                                                                    |
| 15-1-2012                                                              | Dakar                                                                  | Senegal                                                                | 1 – 0                                                                  | Kenya                                                                  | Amichevole                                                             | -                                                                      | 45’                                                                    |
| 5-2-2013                                                               | Saint-Leu-la-Forêt                                                     | Senegal                                                                | 1 – 1                                                                  | Guinea                                                                 | Amichevole                                                             | -                                                                      | 45’                                                                    |
| 23-3-2018                                                              | Kota Bharu                                                             | Senegal                                                                | 1 – 1                                                                  | Uzbekistan                                                             | Amichevole                                                             | -                                                                      | 74’                                                                    |
| 27-3-2018                                                              | Dakar                                                                  | Senegal                                                                | 0 – 0                                                                  | Bosnia ed Erzegovina                                                   | Amichevole                                                             | -                                                                      | 82’                                                                    |
| Totale                                                                 |                                                                        | Presenze                                                               | 7                                                                      |                                                                        | Reti                                                                   | 0                                                                      |                                                                        |

| Cronologia completa delle presenze e delle reti in nazionale ― Francia under 21 | Cronologia completa delle presenze e delle reti in nazionale ― Francia under 21 | Cronologia completa delle presenze e delle reti in nazionale ― Francia under 21 | Cronologia completa delle presenze e delle reti in nazionale ― Francia under 21 | Cronologia completa delle presenze e delle reti in nazionale ― Francia under 21 | Cronologia completa delle presenze e delle reti in nazionale ― Francia under 21 | Cronologia completa delle presenze e delle reti in nazionale ― Francia under 21 | Cronologia completa delle presenze e delle reti in nazionale ― Francia under 21 |
| Data                                                                            | Città                                                                           | In casa                                                                         | Risultato                                                                       | Ospiti                                                                          | Competizione                                                                    | Reti                                                                            | Note                                                                            |
| ------------------------------------------------------------------------------- | ------------------------------------------------------------------------------- | ------------------------------------------------------------------------------- | ------------------------------------------------------------------------------- | ------------------------------------------------------------------------------- | ------------------------------------------------------------------------------- | ------------------------------------------------------------------------------- | ------------------------------------------------------------------------------- |
| 19-11-2008                                                                      | Aalborg                                                                         | Danimarca under 21                                                              | 0 – 1                                                                           | Francia under 21                                                                | Amichevole                                                                      | -                                                                               |                                                                                 |
| 27-3-2009                                                                       | Bourges                                                                         | Francia under 21                                                                | 3 – 0                                                                           | Estonia under 21                                                                | Amichevole                                                                      | -                                                                               |                                                                                 |
| 31-3-2009                                                                       | Nottingham                                                                      | Inghilterra under 21                                                            | 0 – 2                                                                           | Francia under 21                                                                | Amichevole                                                                      | -                                                                               | 79’                                                                             |
| 12-8-2009                                                                       | -                                                                               | Francia under 21                                                                | 2 – 2                                                                           | Polonia under 21                                                                | Amichevole                                                                      | -                                                                               |                                                                                 |
| 2-3-2010                                                                        | Reims                                                                           | Francia under 21                                                                | 3 – 1                                                                           | Croazia under 21                                                                | Amichevole                                                                      | -                                                                               | 83’                                                                             |
| Totale                                                                          |                                                                                 | Presenze                                                                        | 5                                                                               |                                                                                 | Reti                                                                            | 0                                                                               |                                                                                 |